# De La Plata (higo)
De La Plata es un cultivar de higuera de tipo higo común Ficus carica, unífera de higos de epidermis con color de fondo canela claro con sobre color amarillo verdoso. Se cultiva en la colección de higueras de Montserrat Pons i Boscana en Llucmajor, Islas Baleares.

## Sinonimia
- „De La Plata, Campanera“ en Islas Baleares.[3][5][6]

## Historia
Actualmente la cultiva en su colección de higueras baleares Montserrat Pons i Boscana, rescatada de un ejemplar o higuera madre localizada "sa Barrala" finca cerealista en el término de Campos, donde es conocida y cultivada.
Esta variedad 'De La Plata' ya la observó Esterlich (La higuera y cultivo en España, 1910) en 1908. Hay que diferenciarla de la variedad 'De La Plata, Sant Joan' que fue descrita por Roselló, Rallo y Sacarès (Les figueres Mallorquines, 1995), no tiene nada que ver con la variedad 'De La Plata' nombrada y descrita por Estelrich, por lo que a esta variedad se le añade el nombre del lugar de donde es originaria "Sant Joan" (San Juan) para diferenciarla.
La variedad 'De La Plata' es originaria de Campos, por lo que también se conoce como 'De La Plata, Campanera'. Las hojas son mayoritariamente trilobuladas y algunas pentalobuladas. Todas sus hojas relucen con la luz del sol con un brillo plateado, de donde le viene el nombre de la variedad.

## Características
La higuera 'De La Plata' es una variedad unífera de tipo higo común. Árbol de desarrollo mediano, copa redondeada, y anchura notable con ramaje esparcido. Sus hojas con 3 lóbulos (85%) son las mayoritarias y 5 lóbulos (15%). Sus hojas con dientes presentes y márgenes dentados muy discretos, con un ángulo peciolar entre recto y obtuso. 'De La Plata' tiene un  desprendimiento muy sensible de higos, y un rendimiento productivo elevado por cada árbol. La yema apical es cónica de color verde amarillento.
Los higos 'De La Plata' son higos con forma urceolada algo cónicos, que presentan unos frutos grandes de unos 50,430 gramos en promedio, poco uniformes las dimensiones y bastante simétricos en la forma, de epidermis de consistencia mediana de grosor mediano pero fina, de color de fondo canela claro con sobre color amarillo verdoso. Ostiolo de 3 a 6 mm con escamas grandes blancas. Pedúnculo de 2 a 4 mm cilíndrico verde amarillento. Grietas longitudinales y reticulares marcadas. Costillas prominentes. Con un ºBrix (grado de azúcar) de 29, sabor muy dulce sabroso y jugoso, con consistencia dura, con color de la pulpa rojo intenso. Con cavidad interna grande y una gran cantidad de aquenios medianos. Son de un inicio de maduración sobre el 22 de agosto al 28 de septiembre y de rendimiento por árbol elevado.
Se usa para higo fresco en consumo humano y para la alimentación animal de ganado bovino y porcino. Producción alta. Son sensibles a las lluvias, al desprendimiento y muy susceptibles a la apertura del ostiolo.

## Cultivo
'De La Plata', es una variedad originaria de Campos poco conocida y cultivada fuera de su zona de origen, pero digna de ser plantada en los mejores higuerales. Se utiliza en fresco en consumo humano. También para consumo animal tanto en fresco como seco en ganado porcino y ovino. Se está tratando de recuperar de ejemplares cultivados en la colección de higueras baleares de Montserrat Pons i Boscana en Llucmajor.